# Indianapolis Motor Speedway
L'Indianapolis Motor Speedway és un circuit de curses situat a Speedway (Indiana, Estats Units), un suburbi d'Indianapolis al qual donà nom. Conegut popularment com a The Racing Capital of the World ('La Capital Mundial de les Curses'), és el circuit més conegut dels anomenats ovals i un dels més famosos del món. Va ser construït el 1909 i és, per tant, el tercer autòdrom permanent més antic del món després dels de Brooklands (construït el 1907 i en desús des del 1939) i Milwaukee Mile (construït el 1903).
Indianapolis va acollir vuit edicions del Gran Premi dels Estats Units de Fórmula 1 (2000-2007) i altres vuit del Gran Premi d'Indianapolis de motociclisme (2008-2015). Actualment, acull curses dels campionats NASCAR Cup Series, Xfinity Series i Grand-Am, així com la famosa cursa de les 500 Milles d'Indianapolis, actualment anomenada Indianapolis 500, la qual té lloc en el clàssic oval (o "anella") format per quatre rectes, dues de llargues i dues de curtes, connectades per quatre revolts de 90°.

## Història

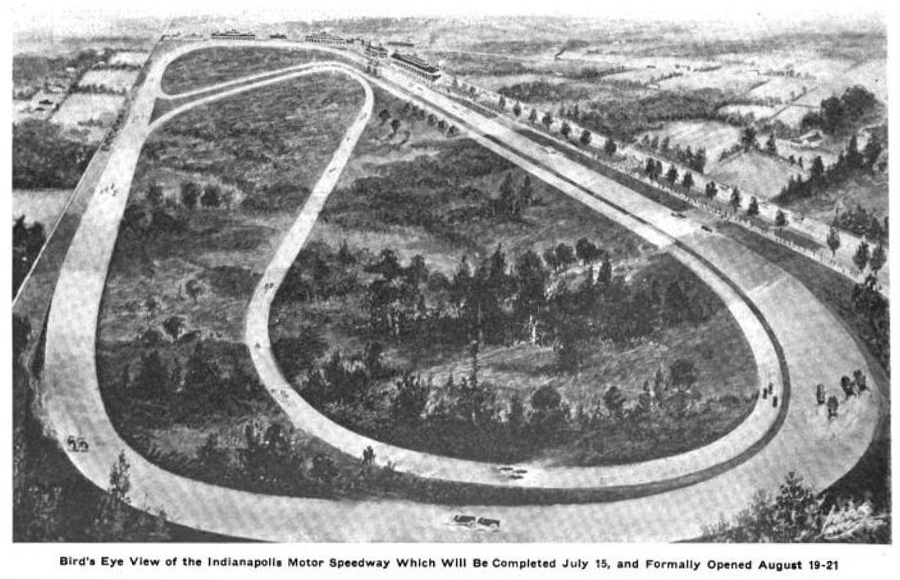
Il·lustració del circuit de juny del 1909, abans de la inauguració

Inaugurada el 12 d'agost 1909, la superfície de la pista estava recoberta originalment d'una barreja de pedra triturada i quitrà que, tanmateix, es va mostrar inadequada, sobretot quan els cotxes negociaven els revolts parabòlics. A causa d'això, després dels primers esdeveniments esportius de 1909 es va decidir afegir un nou paviment a la pista per a garantir-hi l'adherència tot emprant 3,2 milions de maons.
Durant els anys següents, l'increment del rendiment de velocitat aconseguit pels cotxes va fer que el circuit esdevingués massa perillós i inadequat. Per motius de seguretat, el 1937 els organitzadors van decidir d'asfaltar completament l'oval, tret de la part corresponent a la recta de sortida (coneguda popularment com a "The Brickyard", 'la bòbila'), que encara actualment conserva els maons de l'època.

## Fórmula 1
De cara a l'estrena del Gran Premi dels Estats Units de Fórmula 1 l'any 2000, es va construir un circuit dins de l'oval que serpenteja pels aparcaments i les vies de servei, un circuit que fa servir en part la ràpida anella (concretament, els revolts 12-13 i la recta final). La cursa de Fórmula 1 es va disputar en sentit contrari a la Indianapolis 500, de manera que allò que és el revolt 1 de la cursa americana es va convertir en el revolt final del traçat de la Fórmula 1.

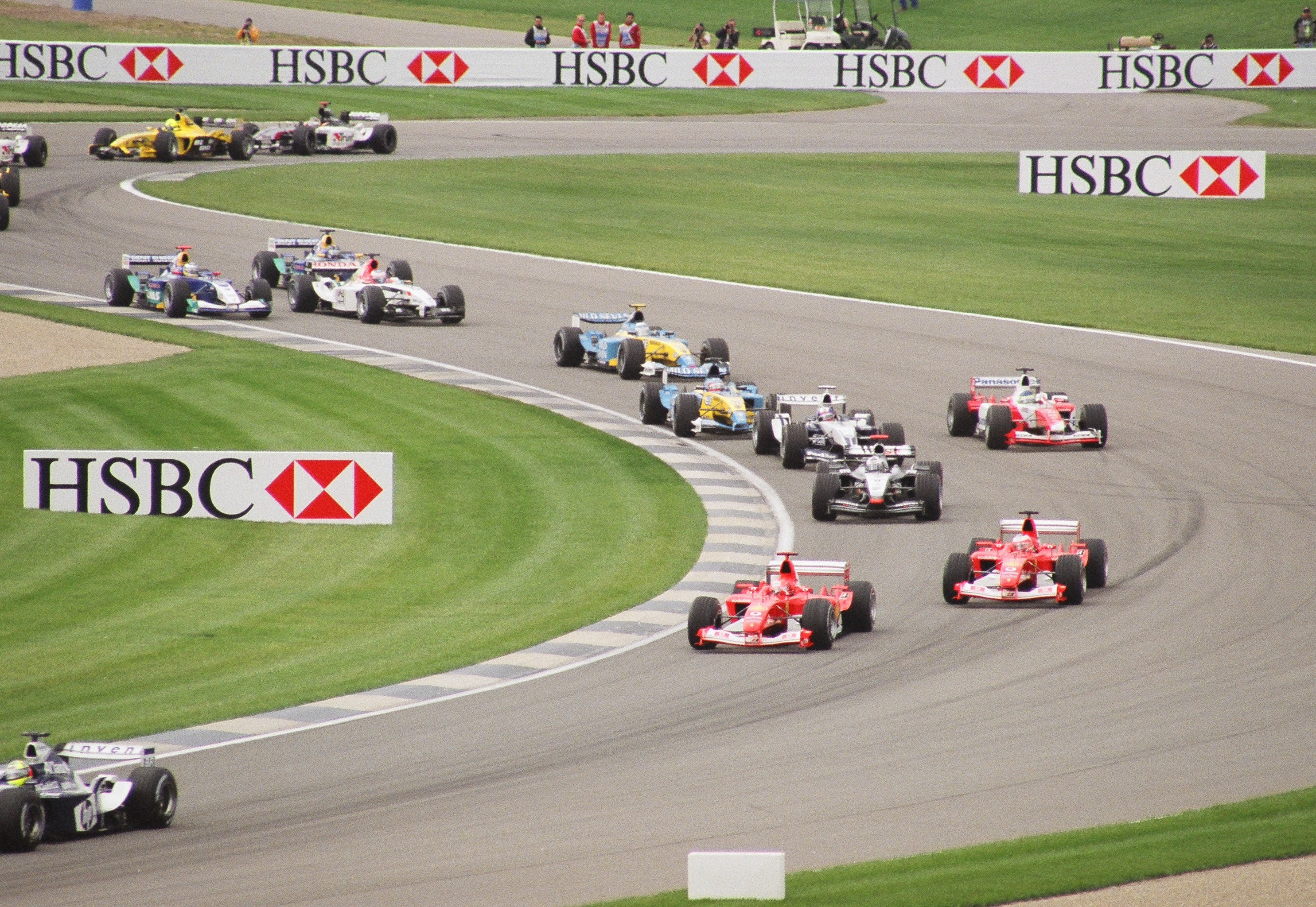
El GP dels Estats Units del

Durant l'edició del 2005, l'any del primer triomf de Renault al campionat del món, els espectadors van assistir a una desconcertant retirada de tots els monoplaces amb pneumàtics Michelin durant la volta de reconeixement abans de la sortida. Entre aquests cotxes hi havia també els Renault de Fernando Alonso i Giancarlo Fisichella, així com el Toyota de Ralf Schumacher (que va patir el pitjor accident al peralt), aparentment per problemes amb els pneumàtics francesos que, sobretot al revolt peraltat, vibraven i es deterioraven de manera anòmala, amb el risc d'explotar i, per tant, provocar accidents perillosos. La cursa es va celebrar només amb els cotxes que duien pneumàtics Bridgestone i el Ferrari de Michael Schumacher va guanyar per davant del seu company d'equip Rubens Barrichello.
El clima enrarit d'aquell dia va marcar l'inici del descens de l'interès de la Fórmula 1 per la pista d'Indianapolis. A l'última edició del Gran Premi, el 2007, hi va guanyar el debutant de vint-i-dos anys Lewis Hamilton per davant del bicampió del món Fernando Alonso, tots dos amb McLaren. Michael Schumacher és l'únic pilot de totes les categories que ha guanyat cinc vegades en aquest circuit que, a partir de la temporada del 2008, ja no es fa servir per a les curses de Fórmula 1. Al llarg dels anys en què es va disputar, només en dues ocasions el guanyador no conduïa un Ferrari, sinó McLaren.
El rècord del circuit és d'1:10.399 i el va establir Rubens Barrichello amb un Ferrari el 2004.

## Motociclisme

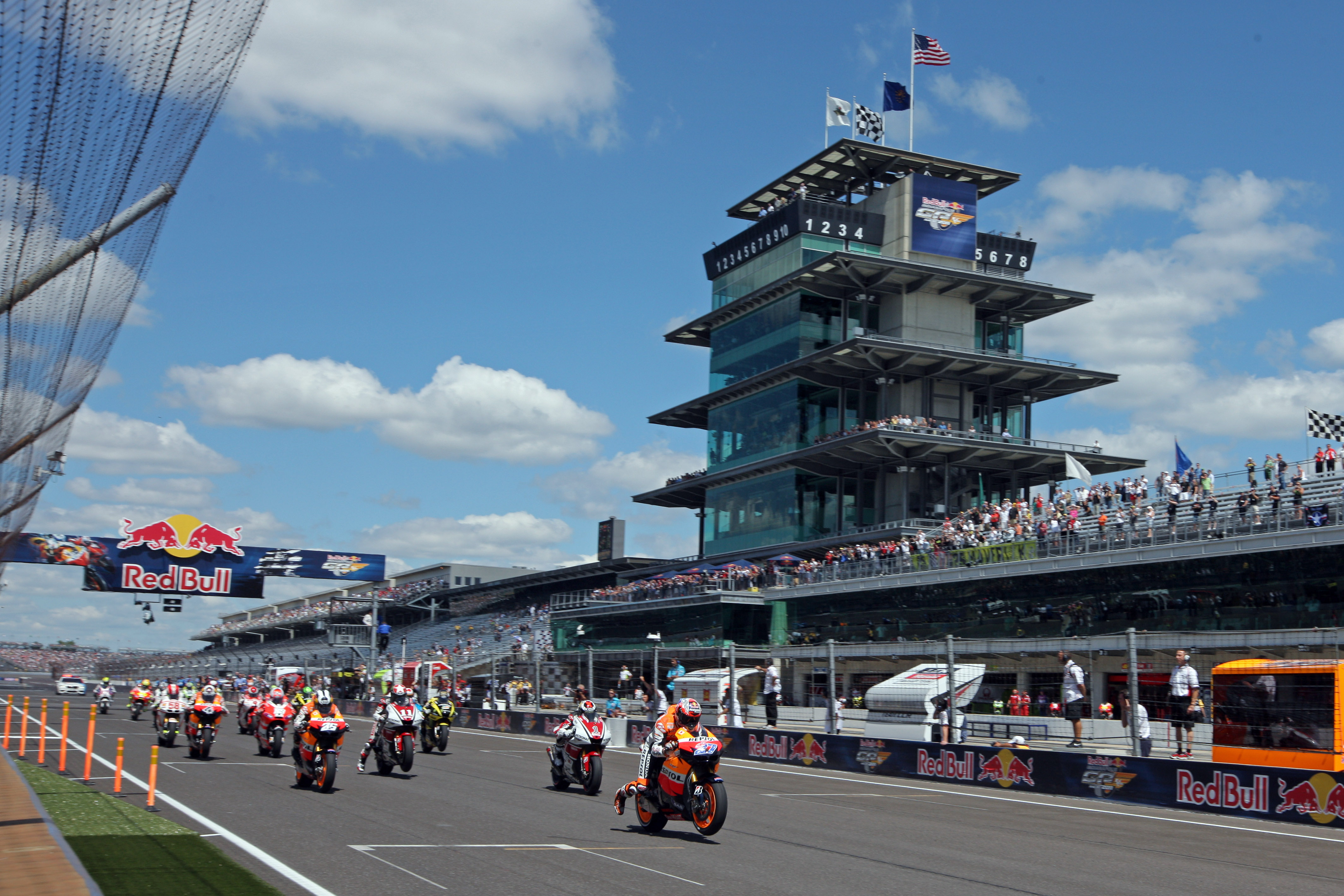
Sortida del GP d'Indianapolis del

El Gran Premi d'Indianapolis del mundial de motociclisme va tenir lloc del 2008 al 2015. El circuit que s'hi feia servir té una longitud de 4,216 km i era el de la Fórmula 1 però amb algunes modificacions, a més del canvi de sentit, ja que s'hi corria en sentit contrari a les busques del rellotge. A diferència del que passava a Laguna Seca, a Indianapolis s'hi corrien les tres categories (125cc/Moto3, 250cc/Moto2 i MotoGP).
A la primera edició, la del 2008, a causa de l'huracà Ike es va interrompre la cursa de MotoGP, no va ser possible celebrar la de 250cc i la de 125cc també es va interrompre a causa del fort vent. A partir del 2009 no hi va haver problemes meteorològics i les tres curses es van anar celebrant amb normalitat. El 2014 es va modificar lleugerament el disseny del traçat, que va quedar en 4,170 km.

## Altres usos

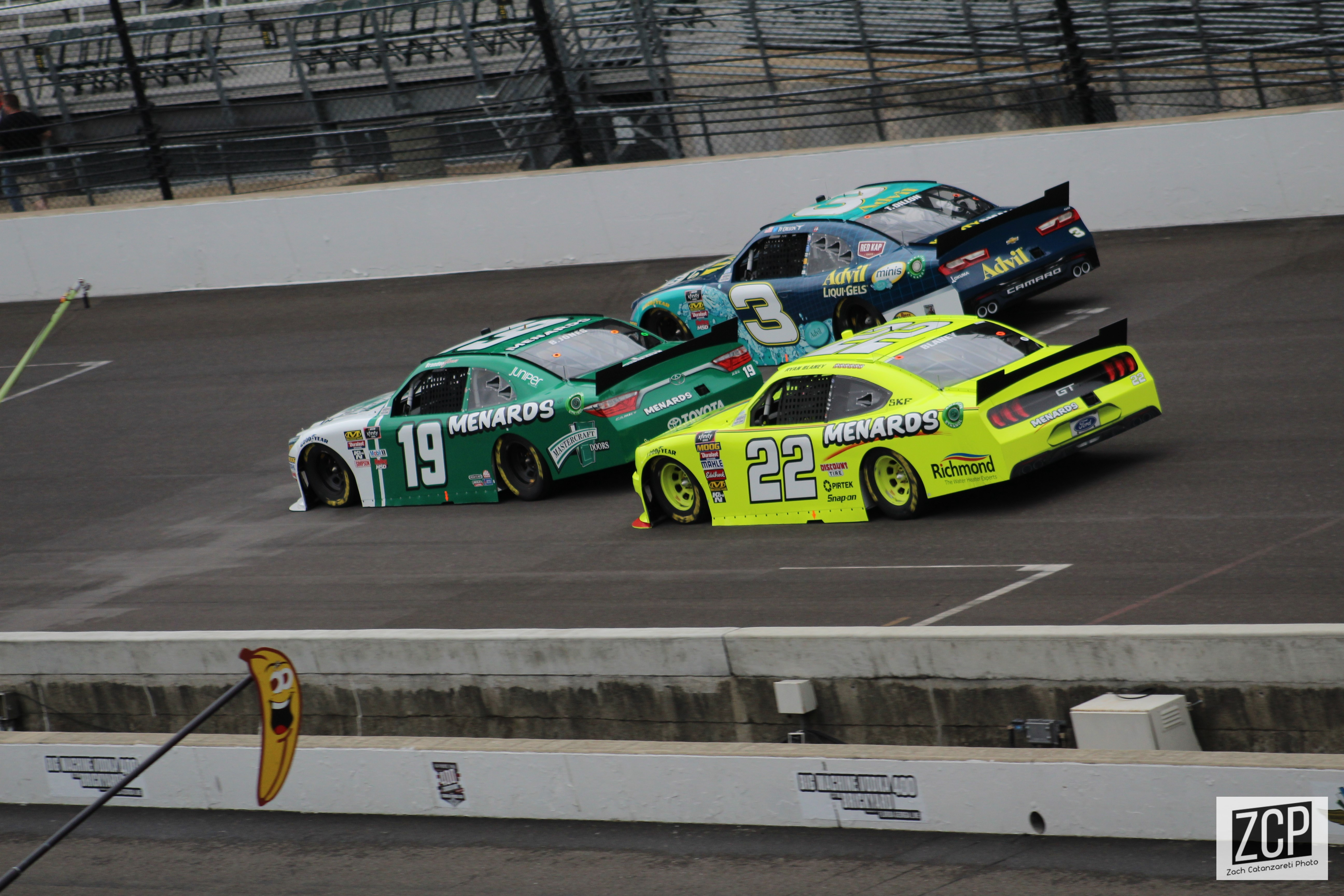
Cursa de la NASCAR a Indianapolis

L'oval ha estat el lloc anual d'una cursa de la NASCAR Cup Series de 400 milles des de 1994 i ha acollit diverses curses de la Rolex Sports Car Series (Grand-Am) durant l'última dècada. A diferència de les Cup Series i les Xfinity Series, que es disputen al mateix cap de setmana, els prototips de la Grand-Am no feien servir el traçat oval sinó una versió semblant a l'emprada en el passat per la Fórmula 1, amb la presència d'una variant en comptes dels dos revolts consecutius situats antigament a la part interna del circuit i retirats durant les obres per a acollir el mundial de motociclisme.
Des del 2014, l'IndyCar fa servir una nova configuració de la pista interna per a l'Indycar Grand Prix en què, a diferència de la que fa servir la Grand-Am, el revolt 5 està connectat per una variant ràpida amb la recta situada a la part central de l'oval, alhora que el revolt 1 de l'oval no es fa i se substitueix per una altra variant.

## Historial del traçat
- Speedway original (1909–actualitat)
- Circuit de GP de F1 original (2000–2007)
- Circuit de GP de F1 modificat (2008–2013)
- Circuit de GP de motociclisme original (2008–2013)
- Speedway (2008–2013)
- Circuit d'IndyCar (2014–actualitat)
- Circuit de GP de motociclisme modificat (2014–actualitat)
- Speedway (2014–actualitat)